# معتمدية المهدية
معتمدية المهدية إحدى معتمديات الجمهورية التونسية، تابعة لولاية المهدية و تضم ثلاثة بلديات هي بلدية المهدية وبلدية رجيش وبلدية الحكايمة.
سنة 2014 بلغ عدد متساكنيها 79545 ساكن من بينهم 39153 رجال و 40932 نساء موزعين على 20447 عائلة و 29205 مسكن.

### مواضيع ذات علاقة
- ولاية المهدية.